# Маяк острова Кертис
Маяк острова Кертис (англ. Curtis Island Light) — маяк, расположенный на небольшом острове Кертис на входе в гавань города Кэмден, округ Нокс, штат Мэн, США. Построен в 1836 году. Автоматизирован в 1972 году.

## Название
Кертис — небольшой остров на входе в гавань города Кэмден, покрытый лесом, за исключением площадки, расчищенной под маяк. Ранее был известен как остров Негров. В 1934 году остров был переименован в честь издателя Сайруса Кертиса, а вместе с ним и маяк на нем.

## История
В 1834 году Конгресс США выделил 4 500$ на строительство маяка на острове Негров. Маяк был открыт в 1836 году. Он представлял собой башню из щебня высотой 6 метров и двухэтажное жилище смотрителя, примыкающее к ней. Жилище смотрителя было заменено новым в 1889 году, для его строительства использовался фундамент от здания 1835 года. В 1896 году было принято решение заменить и башню. 30 июля 1896 года новая башня была открыта. Новая башня была из кирпича, цилиндрической формы и 7,5 метров высотой. Маяк был автоматизирован Береговой охраной США в 1987 году.
В 1973 году он был включен в Национальный реестр исторических мест.
В ноябре 1997 года маяк перешел в собственность города Кэмден в рамках программы «Маяки штата Мэн». Теперь он является частью городского парка.

## В произведениях культуры и искусства
Изображен на картине 1851 года художника Фитца Генри Лейна «Маяк в Кэмдене, Мэн». Картина находится в художественной галерее Йельского университета.
- Маяк в Кэмдене, Мэн. Фитц Генри Лейн, 1851
- Открытка 1920 года